# Женский мировой шоссейный кубок UCI 2015
Женский мировой шоссейный кубок UCI 2015 — 18-й сезон одноимённого шоссейного сезонного соревнования.

## Обзор сезона
Календарь турнира претерпел изменения. По сравнению с прошлым сезоном он пополнился одной новой гонкой. Ей стала американская Филадельфия Классик которая фактически являлась продолжательницей Либерти Классик, входившей в календарь Кубка с 1998 по 2001 год. Таким образом турнир стал состоять из 10 однодневных гонок, включая одну командную гонку, которые также входили в Женский мировой шоссейный календарь UCI 2015.
Турнир стартовал в середине марта в Европе где течение полутора месяцев было проведено четыре гонки. Затем в середине мая прошла одна гонка в Китае. После этого в начале июня была проведена одна гонка в США. Заключительные четыре гонки прошли в августа снова в Европе.
Регламент турнира претерпел изменения. Индивидуальный рейтинг предусматривал начисление очков первым 20 гонщицам на каждой гонке, которые по сравнению с прошлым сезоном увеличились в 2 раза. Помимо этого по итогам командной гонки начислялись очки, в зависимости от занятого командой места, первым четырём или большему количеству гонщиц команды одновременно пересёкшим финишную черту. Если команда пересекала финишную линию менее чем с четырьмя гонщицами то очки не начислялись. Победитель сезона определялся по общей сумме набранных очков независимо от количества проведённых гонок. Командный рейтинг рассчитывался путём сложения очков за командную гонку и набранных очков четырьмя лучшими гонщицами команды на каждой из всех остальных гонок. Из вторичных остался только молодёжный рейтинг в котором по итогам каждой гонки очки присуждались трём лучшим гонщицам не старше 23 лет, а победитель определялись по общей сумме набранных очков независимо от количества проведённых гонок. При этом упоминание спринтерского и горного рейтинги осталось в некоторых разделах регламента Кубка.
Начисляемые очки
| Место             | 1   | 2   | 3  | 4  | 5  | 6  | 7  | 8  | 9  | 10 | 11 | 12 | 13 | 14 | 15 | 16 | 17 | 18 | 19 | 20 |
| ----------------- | --- | --- | -- | -- | -- | -- | -- | -- | -- | -- | -- | -- | -- | -- | -- | -- | -- | -- | -- | -- |
| Однодневная гонка | 120 | 100 | 85 | 70 | 60 | 50 | 40 | 35 | 30 | 25 | 20 | 18 | 16 | 14 | 12 | 10 | 8  | 6  | 4  | 2  |
| Командная гонка   | 35  | 30  | 25 | 20 | 16 | 15 | 14 | 13 | 12 | 11 | 10 | 9  | 8  | 7  | 6  | 5  | 4  | 3  | 2  | 1  |

| Место           | 1   | 2   | 3   | 4  | 5  | 6  | 7  | 8  | 9  | 10 | 11 | 12 | 13 | 14 | 15 | 16 | 17 | 18 | 19 | 20 |
| --------------- | --- | --- | --- | -- | -- | -- | -- | -- | -- | -- | -- | -- | -- | -- | -- | -- | -- | -- | -- | -- |
| Командная гонка | 140 | 120 | 100 | 80 | 64 | 60 | 56 | 52 | 48 | 44 | 40 | 36 | 32 | 28 | 24 | 20 | 16 | 12 | 8  | 4  |

| Место | 1 | 2 | 3 |
| ----- | - | - | - |
| Очки  | 6 | 4 | 2 |

Победительницей индивидуального рейтинга второй год подряд раз стала британка Элизабет Армитстед которая выиграла 3 гонки, она также стала второй и по итогам Мирового календаря UCI 2015. Второе место заняла нидерландка Марианна Вос, третье – бельгийка Жольен Д'Оре. Среди команд пятый год подряд вновь первенствовала нидерландская Rabo Liv Women (ранее называлась называлась Nederland Bloeit, Rabobank Women и Rabo Women). Лучшей молодой гонщицей стала полька Катажина Невядома.
В середине августа, за две недели до окончания сезона, UCI объявило, что данный сезон станет последним в истории Женского мирового шоссейного кубка UCI и со следующего, 2016 года его заменит новый турнир Женский мировой тур UCI.

## Календарь
| 14 мар | Тур Дренте                               | CDM | Жольен Д'Ор          | Эми Питерс          | Эллен Ван Дейк       |
| 29 мар | Трофей Альфредо Бинды - коммуны Читтильо | CDM | Элизабет Армитстед   | Полин Ферран-Прево  | Анна Ван дер Брегген |
| 5 апр  | Тур Фландрии                             | CDM | Элиза Лонго Боргини  | Жольен Д'Ор         | Анна Ван дер Брегген |
| 22 апр | Флеш Валонь                              | CDM | Анна Ван дер Брегген | Аннемик ван Влётен  | Меган Гарнье         |
| 17 май | Тур острова Чунмин Кубок мира            | CDM | Джорджа Бронцини     | Кирстен Вилд        | Фанни Риберо         |
| 7 июн  | Филадельфия Классик                      | CDM | Элизабет Армитстед   | Элиза Лонго Боргини | Алёна Омелюсик       |
| 2 авг  | Тур Бохума                               | CDM | Барбара Гуариши      | Люсинда Бранд       | Эмили Муберг         |
| 21 авг | Опен Воргорда TTT                        | CDM | Rabo Liv Women       | Velocio-SRAM        | Boels Dolmans        |
| 23 авг | Опен Воргорда RR                         | CDM | Жольен Д'Ор          | Джорджа Бронцини    | Лиза Бреннауэр       |
| 29 авг | Гран-при Плуэ - Бретань                  | CDM | Элизабет Армитстед   | Эмма Юханссон       | Полин Ферран-Прево   |

## Итоговый рейтинг
| Индивидуальный рейтинг | Индивидуальный рейтинг | Индивидуальный рейтинг | Индивидуальный рейтинг | Индивидуальный рейтинг |
| Гонщик                 | Гонщик                 | Команда                | Очки                   |                        |
| ---------------------- | ---------------------- | ---------------------- | ---------------------- | ---------------------- |
| 1-й                    | Элизабет Армитстед     | Boels Dolmans          | 484 очков              |                        |
| 2-й                    | Анна Ван дер Брегген   | Rabo Liv Women         | 435 очков              |                        |
| 3-й                    | Жольен Д'Ор            | Wiggle Honda           | 391 очков              |                        |
| 4-й                    | Элиза Лонго Боргини    | Wiggle Honda           | 350 очков              |                        |
| 5-й                    | Люсинда Бранд          | Rabo Liv Women         | 315 очков              |                        |
| 6-й                    | Полин Ферран-Прево     | Rabo Liv Women         | 260 очков              |                        |
| 7-й                    | Алёна Омелюсик         | Velocio-SRAM           | 255 очков              |                        |
| 8-й                    | Джорджа Бронцини       | Wiggle Honda           | 232 очков              |                        |
| 9-й                    | Эшли Молман            | Bigla                  | 230 очков              |                        |
| 10-й                   | Аннемик ван Влётен     | Bigla                  | 226 очков              |                        |

| Командный рейтинг | Командный рейтинг   | Командный рейтинг | Командный рейтинг |
| Команда           | Команда             | Очки              |                   |
| ----------------- | ------------------- | ----------------- | ----------------- |
| 1-й               | Rabo Liv Women      | 1204 очков        |                   |
| 2-й               | Wiggle Honda        | 1071 очков        |                   |
| 3-й               | Boels Dolmans       | 1057 очков        |                   |
| 4-й               | Bigla               | 856 очков         |                   |
| 5-й               | Velocio-SRAM        | 747 очков         |                   |
| 6-й               | Orica-AIS           | 343 очков         |                   |
| 7-й               | Liv-Plantur         | 296 очков         |                   |
| 8-й               | Hitec Products      | 278 очков         |                   |
| 9-й               | Lotto Soudal Ladies | 262 очков         |                   |
| 10-й              | Alé Cipollini       | 207 очков         |                   |